# Município de Wayne (condado de Darke, Ohio)
O município de Wayne (em inglês: Wayne Township) é um município localizado no condado de Darke no estado estadounidense de Ohio. No ano de 2010 tinha uma população de 4.489 habitantes e uma densidade populacional de 54,27 pessoas por km².

## Geografia
O município de Wayne encontra-se localizado nas coordenadas 40° 13′ 29″ N, 84° 28′ 48″ O. Segundo a Departamento do Censo dos Estados Unidos, o município tem uma superfície total de 82.71 km², da qual 82,37 km² correspondem a terra firme e (0,42 %) 0,35 km² é água.

## Demografia
Segundo o censo de 2010, tinha 4.489 habitantes residindo no município de Wayne. A densidade populacional era de 54,27 hab./km². Dos 4.489 habitantes, o município de Wayne estava composto pelo 98,95 % brancos, o 0,2 % eram afroamericanos, o 0,04 % eram amerindios, o 0,04 % eram asiáticos, o 0,04 % eram de outras raças e o 0,71 % eram de uma mistura de raças. Do total da população o 0,36 % eram hispanos ou latinos de qualquer raça.